# NFO
.nfo (također .NFO i NFO, kratica "info" ili "informaciju") je troslovni datotečni nastavak koji predstavlja tekstualne datoteke koje koriste ASCII ili prošireni ASCII, a daju informacije o ostalim pripadajućim datotekama. Osim teksta često sadržavaju i takozvani ASCII art.
NFO-i se mogu otvoriti u programima za obradu teksta te u posebnim programima za pregledavanje istih (NFO preglednik).

## Povijest
NFO datoteke je uveo izvjesni "Fabulous Furlough" iz PC organizacije The Humble Guys (kratica THG). Spomenute organizacije bile su poznate i kao warez skupine. Prvi put NFO datoteka se koristila 1989. u THG-ovom izdanju računalne igre Bubble Bobble. 
NFO-i su postajali sve popularniji zahvaljujući raznim drugim warez skupinama, zbog čega su i danas rašireni na Usenetovima i peer-to-peer mrežama.
Humble Guysi su poslije pak postali demosupina, te su uveli tradiciju NFO-a i u demoscene (prikaze računalnih neinteraktivnih audiovizualnih prezentacija koje se odvijaju u stvarnom vremenu).

## Sadržaj
NFO datoteke sadržavaju informacije o softveru, i nerijetko se asociraju s warez skupinama koje ih rabe da bi uključile priznanja za spomenuto izdanje softvera. Isto se tako koriste i u demoscenskim produkcijama te uključuju priznanja za rad svima koji su surađivali, informacije o kontaktima te sistemske zahtjeve.
Tijekom doma BBS-a bile su vrlo česte, a ponekad i nužne. Tipična warez NFO datoteka bila je vrlo dekorirana, te je obično uključivala veliki ASCII umjetnički logo, zajedno s informacijama o izdanju softvera i warez skupini. Nerijetko se rabilo kodnu stranicu 437 (CP437) s proširenim skupom ASCII znakova.
Prije uvođenja Windowsa 95, NFO datoteke su ponekad generirale animirani ASCII art (ANSI art), za što je, međutim, bilo potrebno da DOS ljuska učita ANSI.sys. Ako korisnikovo računalo nije bilo konfigurirano za učitavanje ANSI.sys pogonitelja, za pregledati ANSI art bila je potrebna konfiguracija i ponovno pokrenuti računalo. Zbog toga je ANSI art bio mnogo rjeđi, a osim toga bilo ga je vrlo teško uspjeti prikazati na osobnom računalu s Windowsima 95, što je dovelo do njegovog još većeg pada u zastupljenosti.
I danas se NFO-i mogu naći u ZIP arhivama. U modernim warez NFO-ima, veliki ASCII umjetnički logo često se nalazi na samom vrhu, ispod ga pak slijedi tekst s informacijama, a umjesto stare kodne stranice 437 koristi se de-facto internetski standard ISO-8859-1/ISO-8859-15 ili znakovi Unicode UTF-8.

### Problemi s kompatibilnošću
Nekada svenazočna ASCII-jeva kodna stranica 437 nikada nije bila čest na World Wide Webu te ga većina suvremenih računala (2007.) ne podržava te zbog tog razloga stariji NFO-i se obično pogrešno prikazuju u suvremenim internetskim preglednicima i na operacijskim sustavima (koji uglavnom više ne koriste kodnu stranicu 437). Kako bi se takve datoteke mogle "normalno" prikazati, potreban je softver koji podržava CP437 ili pretvorba.

## System Information
Na Windowsima se datotečni nastavak .nfo asocira s Microsoftovim softverskim alatom System Information (msinfo32.exe). Spomenuti alat omogućuje korisniku opći pregled podataka o sustavu kao i detaljne informacije o njegovim sklopovnim sastavnicama. Zbog datotečnog asociranja nastavka .nfo sa System Informationom, Windowsi će pokušati otvoriti NFO te onda dojaviti korisniku grešku da je možda riječ o oštećenoj datoteci ili nekoj nekompatibilnoj sa SI-om.